# Mirjana Šegrt
Mirjana Šegrt (Dubrovnik, Croacia 13 de abril de 1950) es una nadadora retirada especializada en pruebas de estilo libre y estilo mariposa. Fue subcampeona de Europa en las pruebas de 200 metros mariposa, 100 y 200 metros libres durante el Campeonato Europeo de Natación de 1970.
Representó a Yugoslavia en los Juegos Olímpicos de México 1968.

## Palmarés internacional
| Campeonato Europeo de Natación | Campeonato Europeo de Natación | Campeonato Europeo de Natación | Campeonato Europeo de Natación |
| Año                            | Lugar                          | Medalla                        | Prueba                         |
| ------------------------------ | ------------------------------ | ------------------------------ | ------------------------------ |
| 1970                           | Barcelona ( España)            | Medalla de plata               | 200 m mariposa                 |
| 1970                           | Barcelona ( España)            | Medalla de plata               | 100 m libre                    |
| 1970                           | Barcelona ( España)            | Medalla de plata               | 200 m libres                   |